# Малстрем
Москстраумен, шире познат као Малстрем  (Moskstraumen, Malstrøm) представља систем вртлога на норвешкој обали Атлантског океана, између острва Москенесеја и острвцета Москен, у Лофотском архипелагу.
У роману 20 000 миља под морем Жил Верн је описао Малстрем и бродолом подморнице „Наутилус“. У океанима постоје и други такви вртлози. Они настају услед јаких морских струја, које потичу од плиме и увлаче се у један канал, образујући дубоки водени левак. Тај џиновски левак вуче све са површине у свој круг, а затим у дубину. Такав вртлог налази се и у Месинском мореузу између Италије и Сицилије. Називају га Калофаро или Харибда. Покушавајући да га иѕбегну, бродови долазе у опасност да се разбију о стене суседне Сциле. Отуда и изрека налазити се између Сциле и Харибде, тј. између две велике опасности.